# Église Saint-Jacques de Salsac
L'église Saint-Jacques de Salsac est une église pré romane située sur la commune de Saint-Beauzély, en France.

## Localisation
L'église est située à 1,5 km en amont  de Saint-Beauzély, sur la rive droite de la Muse dans le département français de l'Aveyron.

## Historique
L'édifice est inscrit au titre des monuments historiques en 1995.